# Cholet Agglo Tour
De Cholet Agglo Tour of GP Cholet is een wielerwedstrijd in Frankrijk die wordt verreden rondom Cholet. De eerste editie dateert van 1978, toen nog onder de naam GP Mauleon-Moulins. In 1988 en 1989 werd de wedstrijd GP Cholet-Mauleon genoemd. Vanaf 1990 heeft de wedstrijd haar huidige naam. De wedstrijd telt mee voor de Coupe de France, een regelmatigheidscriterium van wielerwedstrijden in Frankrijk.

## Lijst van winnaars

### Meervoudige winnaars
| Overwinningen | Renner           | Jaren            |
| ------------- | ---------------- | ---------------- |
| 3             | Jaan Kirsipuu    | 1997, 1998, 1999 |
| 2             | Roger Legeay     | 1980, 1981       |
| 2             | Pierre Bazzo     | 1979, 1982       |
| 2             | Pierrick Fédrigo | 2005, 2015       |
| 2             | Marc Sarreau     | 2019, 2022       |

### Overwinningen per land
| Overwinningen | Land                                                                         |
| ------------- | ---------------------------------------------------------------------------- |
| 27            | Frankrijk                                                                    |
| 6             | België                                                                       |
| 4             | Estland                                                                      |
| 2             | Denemarken                                                                   |
| 1             | Argentinië, Australië, Colombia, Duitsland, Italië, Nieuw-Zeeland, Slowakije |

1978 · 1979 · 1980 · 1981 · 1982 · 1983 · 1984 · 1985 · 1986 · 1987 · 1988 · 1989 · 1990 · 1991 · 1992 · 1993 · 1994 · 1995 · 1996 · 1997 · 1998 · 1999 · 2000 · 2001 · 2002 · 2003 · 2004 · 2005 · 2006 · 2007 · 2008 · 2009 · 2010 · 2011 · 2012 · 2013 · 2014 · 2015 · 2016 · 2017 · 2018 · 2019 · 2020 · 2021 · 2022 · 2023 · 2024 · 2025